# مثلث متساوي القياس
المثلث متساوي القياس هو عندما يكون مع مثلث آخر تساوي قياس (انسحاب، دوران، تناظر، أو مركب لمثل هذه التحولات) يكون من خلاله صورة الآخر.
هذا يتوافق مع فكرة تداخل المثلثات. تأتي أهمية هذه الفكرة من حقيقة أنها تعكس شكلاً من أشكال التجانس في المستوى الإقليدي.

## حالة المساواة
الشروط الثلاثة التالية، تسمى حالات المساواة للمثلثات متكافئة :

### التوصيف الأول
يكون المثلثان متساوي القياس عندما يكون أطوال أضلاعهما اثنين في اثنين متساويين. يمكن إثبات أن مثلثين متساوي القياس هما في الواقع صورة لبعضهما البعض من خلال قياس تساوي المستوى.

### التوصيف الثاني
يكون المثلثان متساوي القياس عندما يكون لهما ضلع بنفس الطول بين زاويتين متماثلتين من نفس القياسات.

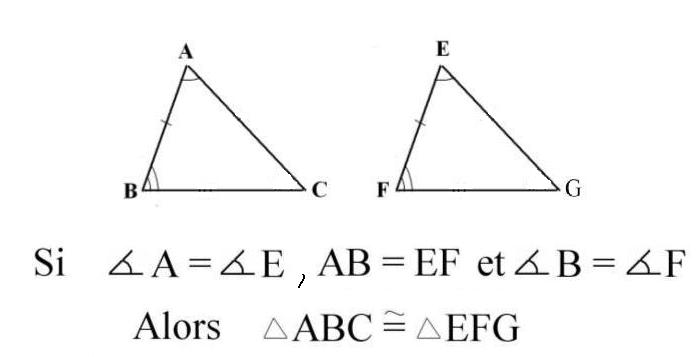

متغير.

### التوصيف الثالث
يكون المثلثان متساوي القياس عندما يكون لهما زاوية بنفس القياس بين ضلعين متماثلين من نفس الطول.

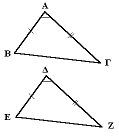

هذان المثلثان لهما زاوية من نفس القياس وضلعان بنفس الطول، لكنهما ليسا متساويين.

## المظاهرات

### في إقليدس
حالات المساواة بين المثلثات هي موضوع الدعامة. 4 و 7 و 8 و 26 من الكتاب الأول من عناصر إقليدس.
لتوضيح الحالة الثالثة، على سبيل المثال، يأخذ إقليدس في الاعتبار المثلثين ABC و DEF بحيث يكون الطول AB مساويًا لـ DE، والطول AC إلى DF والزاوية {\displaystyle {\widehat {BAC}}} إلى {\displaystyle {\widehat {EDF}}}. ثم يطبق المثلث ABC على المثلث DEF بحيث يتطابق A مع D، ونصف الخط [ AB ) مع نصف الخط [ DE ) . [ AB ] و [ DE ] لهما نفس الطول ويتزامن A مع D، ستتطابق النقطتان B و E. الزوايا {\displaystyle {\widehat {BAC}}} و {\displaystyle {\widehat {EDF}}} بالتساوي، فإن نصف الخط [ AC ) سوف يتطابق مع نصف الخط [ DF )، و [ AC ] و [ DF ] لهما نفس الطول، و C و F سيتطابقان.

### في هيلبرت
لم يكن حتى XIX قرن لمظاهرة إقليدس ليتم انتقادها. في الواقع، هذا يفترض وجود تحويل متساوي القياس يرسل [ AB ] على [ DE ]، يرسل آخر [ AC ] على [ DF ] وثالث يرسل الزاوية {\displaystyle {\widehat {BAC}}} في الزاوية {\displaystyle {\widehat {EDF}}}، لكن الدليل يفترض أن هذه التحولات الثلاثة تشكل واحدة فقط. في عام 1899، في كتابه أسس الهندسة، يسلط ديفيد هيلبرت الضوء على صعوبة المشكلة من خلال عرض هندسة تختلف فيها التحولات الثلاثة والتي تكون فيها حالات تساوي المثلثات خاطئة. لذلك يعالج هلبرت حالات المساواة في المثلثات على النحو التالي. يعتبر فكرة التطابق (أو المساواة) بين المقاطع والزوايا بدائية ويعطي البديهيات التي تحكم هذه الفكرة. على وجه الخصوص، يجب أن تتعلق إحدى البديهيات بتطابق المقطع وتطابق الزاوية، وتتكون هذه البديهية من الحالة الثالثة للمساواة بين المثلثات. لذلك لم تعد هذه القضية نظرية لهيلبرت. بمجرد القيام بذلك، تمكن هيلبرت من استنتاج حالات المساواة الأخرى.

### مظاهرة حديثة
عادة تستخدم حقيقة أن طول المقاطع وقياس الزوايا يتم التعبير عنها عن طريق المنتج العددي، وأن المقاييس المتساوية تحافظ على الناتج العددي. بالنظر إلى المثلثين ABC و DEF، نحدد خريطة أفينية فريدة ترسل A إلى D و B إلى E و C إلى F. إن فرضيات الحالات المختلفة لتساوي المثلثات تجعل من الممكن إظهار أن هذه الخريطة هي قياس متساوي.